# Носков, Егор Дмитриевич
Егор Дмитриевич Носков (род. 24 марта 2003, Москва) — российский футболист, защитник клуба «СКА-Хабаровск».

## Клубная карьера
Занимался футболом в академиях «Чертаново» и «Торпедо», в 2020 году перешёл в систему ЦСКА. 10 февраля 2023 года заключил с клубом первый профессиональный контракт. 5 марта дебютировал в РПЛ, появившись в стартовом составе в гостевой встрече против «Сочи» (0:2) и отыграл весь матч. Летом 2023 года продлил контракт с ЦСКА до 2026 года.
14 сентября 2023 года отправился в аренду в ульяновскую «Волгу». 17 сентября в матче Второй Лиги против брянского «Динамо» дебютировал за «Волгу», выйдя в стартовом составе. По итогу сезона Носков провёл 21 матч за ульяновский клуб, в которых отметился двумя голевыми передачами. 2 июля 2024 года по завершении арендного соглашения вернулся в ЦСКА.
3 июля 2024 года отправился на просмотр в «СКА-Хабаровск». 12 июля перешёл в хабаровский клуб на правах аренды до конца сезона 2024/25. 20 июля 2024 года в матче Первой лиги против «Родины» (1:0) дебютировал за «СКА-Хабаровск», выйдя в стартовом составе. 31 августа в матче Первой лиги против тульского «Арсенала» получил перелом плечевой кости и был заменён на 21-й минуте игры. 24 ноября в матче против «Чайки» (0:0) Носков впервые после травмы появился на поле, выйдя в стартовом составе. 19 апреля 2025 года в матче Первой лиги против «Черноморца» (2:1) Носков отметился первым результативным действием за «красно-синий» клуб, отдав голевую передачу на Артёма Симоняна. 3 июня 2025 года Егор Носков стал полноценным игроком «СКА-Хабаровска»: клуб выкупил его у ЦСКА и заключил контракт до 15 июня 2027 года.

## Статистика
| Выступление         | Выступление      | Выступление      | Чемпионат | Чемпионат | Кубки | Кубки | Итого | Итого |
| Клуб                | Лига             | Сезон            | Игры      | Голы      | Игры  | Голы  | Игры  | Голы  |
| ------------------- | ---------------- | ---------------- | --------- | --------- | ----- | ----- | ----- | ----- |
| ЦСКА (Москва)       | Премьер-лига     | 2022/23          | 4         | 0         | 1     | 0     | 5     | 0     |
| ЦСКА (Москва)       | Премьер-лига     | 2023/24          | 0         | 0         | 2     | 0     | 2     | 0     |
| ЦСКА (Москва)       | Итого            | Итого            | 4         | 0         | 3     | 0     | 7     | 0     |
| → Волга (Ульяновск) | Вторая Лига      | 2023/24          | 21        | 0         | 0     | 0     | 21    | 0     |
| → Волга (Ульяновск) | Итого            | Итого            | 21        | 0         | 0     | 0     | 21    | 0     |
| СКА-Хабаровск       | Первая Лига      | → 2024/25        | 21        | 0         | 0     | 0     | 21    | 0     |
| СКА-Хабаровск       | Первая Лига      | 2025/26          | 1         | 0         | 0     | 0     | 1     | 0     |
| СКА-Хабаровск       | Итого            | Итого            | 22        | 0         | 0     | 0     | 22    | 0     |
| Всего за карьеру    | Всего за карьеру | Всего за карьеру | 47        | 0         | 3     | 0     | 50    | 0     |

## Достижения
ЦСКА
- Серебряный призёр чемпионата России: 2022/23
- Обладатель Кубка России: 2022/23
- Победитель М-Лиги: 2021/22